# Blatídeos
Blatídeos (Blattidae) é uma família da ordem Blattaria (baratas). Muitos de seus membros são designados pelo nome popular de Barata-do-mato, araué ou barata-silvestre.
- Barata-americana
- Eurycotis floridana
- Barata-oriental
- Periplaneta fuliginosa
- Barata-australiana
- Periplaneta brunnea

Os blatídeos são insetos muito primitivos, comumente conhecidos como baratas. São inconfundíveis com o corpo plano em forma oval, cabeça hipógnata em posição ventral relativa ao tórax, aparelho bucal mastigador que lhes permite alimentar-se de todo tipo de material orgânico, antenas filiformes quase tão longas quanto o corpo, asas anteriores superpostas e dois "cercos" na zona terminal do abdômen.
Dos milhares de espécies que pertencem à ordem blattodea, apenas trinta são consideradas antropófilas; particularmente na Espanha, as espécies mais comuns introduzidas nos ambientes urbanos provêm principalmente do continente africano e são: Blatta orientalis - baratas pretas, típicas de ambientes frescos; Blattella germânica - ou barata loira; e Periplaneta americana, adaptada aos entornos cálidos e úmidos. Suas atividades centra-se nos horários noturnos; durante o dia refugiam-se nas fendas dos muros, marcos de portas e janelas, interstícios e outros lugares recônditos. Nos locais urbanos seus deslocamentos acontecem principalmente na rede de esgotos. São insetos gregários e longevos; o adulto chega viver um ano, mas em condições de laboratório 2 ou 3 anos. Muitas pesquisas tem demonstrado que servem de veículo transmissor para mais de 40 espécies de bactérias, diversos vírus, parasitas e protozoários patogênicos